# Saurauia acuminata
Saurauia acuminata är en tvåhjärtbladig växtart som beskrevs av Elmer Drew Merrill. Saurauia acuminata ingår i släktet Saurauia och familjen Actinidiaceae. Inga underarter finns listade i Catalogue of Life.